# Independence Bowl 2018
Match précédent Match suivant
L'Independence Bowl 2018 est un match de football américain de niveau universitaire joué après la saison régulière de 2018, le 27 décembre 2018 au Independence Stadium de Shreveport dans l'État de Louisiane aux États-Unis.
Il s'agit de la 43e édition de l'independence Bowl.
Le match met en présence l'équipe des Owls de Temple issue de la American Athletic Conference et l'équipe des Blue Devils de Duke issue de l' Atlantic Coast Conference.
Il débute à 19 h 30, heure locale et est retransmis à la télévision par ESPN.
Sponsorisé par la société Walk-On's Bistreaux & Bar, le match est officiellement dénommé le Walk-On's Independence Bowl 2018.
Duke gagne le match sur le score de 56 à 27.

## Présentation du match
Le match doit normalement opposer une équipe de la Southeastern Conference à une équipe de l'Atlantic Coast Conference. Quatre équipes de la SEC ayant été qualifiées pour jouer les bowls organisés le jour du nouvel an, les organisateurs ont invité l'équipe de Duke issue de l'AAC.
| Équipes                                                                                             | Conférences | Entraîneurs                 | Stats. saison rég. | Classements avant le bowl CFP-AP-Coaches |
| --------------------------------------------------------------------------------------------------- | ----------- | --------------------------- | ------------------ | ---------------------------------------- |
| Owls de Temple                                                                                      | AAC         | Ed Foley (en) (intérimaire) | 8-4                | NC                                       |
| Blue Devils de Duke                                                                                 | ACC         | David Cutcliffe (en)        | 7-5                | NC                                       |
| Arbitre : Mark Kluczynski (Big Ten) Équipe donnée favorite par les bookmakers : Temple par 3 points |             |                             |                    |                                          |

Il s'agit de la 1re première rencontre entre ces deux équipes.

### Owls de Temple
Avec un bilan global en saison régulière de 8 victoires et 4 défaites (7-1 en matchs de conférence), Temple est éligible et accepte l'invitation pour participer à l'Independence Bowl de 2018.
Ils terminent 2e de la East Division de l'AAC derrière les no 11 d'UCF.
À l'issue de la saison 2018, ils n'apparaissent pas dans les classements CFP, AP et Coaches.
L’entraîneur principal des Owls, Geoff Collins (en) ayant démissionné afin de pouvoir obtenir le poste d'entraîneur principal chez les Yellow Jackets de Georgia Tech, l'équipe est dirigée lors de l'Independence Bowl par Ed Foley (en)officiant comme intérimaire.
Il s'agit de leur première apparition à l'Independence Bowl.
| Poste       | Joueur           | Statistiques                                                      |
| ----------- | ---------------- | ----------------------------------------------------------------- |
| Quarterback | Anthony Russo    | 173/299 passes réussies pour 2335 yards, 13 TDs, 13 interceptions |
| Coureur     | Ryquell Armstead | 210 courses pour 1098 yards nets gagnés et 13 TDs                 |
| Receveur    | Ventell Bryant   | 47 réceptions pour un gain de 659 yards, 3 TDs                    |

### Blue Devils de Duke
Avec un bilan global en saison régulière de 7 victoires et 5 défaites (3-5 en matchs de conférence), Duke est éligible et accepte l'invitation pour participer à l'Independence Bowl de 2018.
Ils terminent 6e de la Coastal Division de l'ACC derrière Pittsburgh, Georgia Tech, Miami, Virginia et Virginia Tech.
À l'issue de la saison 2018, ils n'apparaissent pas dans les classements CFP, AP et Coaches.
Il s'agit de leur première apparition à l'Independence Bowl.
| Poste       | Joueur       | Statistiques                                                     |
| ----------- | ------------ | ---------------------------------------------------------------- |
| Quarterback | Daniel Jones | 207/351 passes réussies pour 2251 yards, 17 TDs, 7 interceptions |
| Coureur     | Deon Jackson | 151 courses pour 806 yards nets gagnés et 7 TDs                  |
| Receveur    | T.J. Rahming | 63 réceptions pour 571 yards et 6 TDs                            |

## Résumé du match
Résumé et photo sur la page du site francophone The Blue Pennant.
Début du match à  12 h 32, fin à  16 h 11 pour une durée totale de jeu de 3 h 39 min. Températures de 18 °C, vent de sud de 18 km/h , ciel nuageux, 72 % d'humidité .
| QT          | Temps       | Drive       | Drive       | Drive       | Équipe      | Description de l'action | Score | Score |
| ----------- | ----------- | ----------- | ----------- | ----------- | ----------- | --- | ----- | ----- |
| QT          | Temps       | Jeux        | Yards       | TDP         | Équipe      | Description de l'action | TEMP  | DUKE  |
| 1           | 10:36       | 6           | 77          | 02:29       | DUKE        | TD à la suite d'une course de 2 yards par QB Quentin Harris + 1 point de conversion par K Collin Wareham                                   | 0     | 7     |
| 1           | 08:43       | 5           | 26          | 01:53       | TEMP        | TD à la suite d'une course de 15 yards par QB Anthony Russo + 1 point de conversion par K Will Mobley                                      | 7     | 7     |
| 1           | 05:42       | -           | -           | -           | TEMP        | Interception retournée en TD sur 52 yards par S Delvon Randall mais la tentative de conversion par K Will Mobley échoue (à gauche)         | 13    | 7     |
| 2           | 10:25       | 10          | 58          | 03:13       | TEMP        | TD à la suite d'une course de 1 yard par FB Rob Ritrovato + 1 point de conversion par K Will Mobley                                        | 20    | 7     |
| 2           | 07:42       | 7           | 70          | 02:43       | DUKE        | TD de 34 yards par WR Chris Taylor à la suite d'une réception de passe de QB Daniel Jones + 1 point de conversion par K Collin Wareham     | 20    | 14    |
| 2           | 04:26       | 9           | 79          | 03:16       | TEMP        | TD de 8 yards par WR Brodrick Yancy à la suite d'une réception de passe de QB Anthony Russo + 1 point de conversion par K Will Mobley      | 27    | 14    |
| 2           | 01:11       | 10          | 75          | 03:15       | DUKE        | TD de 22 yards par WR T. J. Rahming à la suite d'une réception de passe de QB Daniel Jones + 1 point de conversion par K Collin Wareham    | 27    | 21    |
| 3           | 11:06       | 9           | 59          | 03:54       | DUKE        | TD à la suite d'une course de 2 yards par QB Daniel Jones + 1 point de conversion par K Collin Wareham                                     | 27    | 28    |
| 3           | 07:28       | 2           | 83          | 00:45       | DUKE        | TD de 85 yards par WR T. J. Rahming à la suite d'une réception de passe de QB Daniel Jones + 1 point de conversion par K Collin Wareham    | 27    | 35    |
| 3           | 02:49       | 9           | 68          | 03:01       | DUKE        | TD de 7 yards par WR Jake Bobo à la suite d'une réception de passe de QB Daniel Jones + 1 point de conversion par K Collin Wareham         | 27    | 42    |
| 4           | 14:55       | 3           | 10          | 01:22       | DUKE        | TD à la suite d'une course de 4 yards par RB Brittain Brown + 1 point de conversion par K Collin Wareham                                   | 27    | 49    |
| 4           | 13:12       | 7           | 43          | 02:56       | DUKE        | TD de 4 yards par TE Davis Koppenhaver à la suite d'une réception de passe de QB Daniel Jones + 1 point de conversion par K Collin Wareham | 27    | 56    |
| Score final | Score final | Score final | Score final | Score final | Score final | Score final | 27    | 56    |

## Statistiques
| Système | Nom                 | Équipe | Poste |
| ------- | ------------------- | ------ | ----- |
| Attaque | Daniel Jones        | Duke   | QB    |
| Défense | Delvon Randall (en) | Temple | DB    |

| Statistiques                           | TEMP                                                 | DUKE                                                  |
| -------------------------------------- | ---------------------------------------------------- | ----------------------------------------------------- |
| 1er down                               | 19                                                   | 22                                                    |
| 1er down à la course                   | 3                                                    | 7                                                     |
| 1er down à la passe                    | 15                                                   | 15                                                    |
| 1er down suite pénalité                | 1                                                    | 0                                                     |
| Conversion de 3e down                  | 6/14                                                 | 10/17                                                 |
| Conversion de 4e down                  | 0/3                                                  | 2/3                                                   |
| Jeux–yards                             | 75 jeux pour 281 yards                               | 83 jeux pour 563 yards                                |
| Yards à la course                      | 29 courses pour 53 yards moyenne de 1,8 yards/course | 39 courses pour 123 yards moyenne de 3,2 yards/course |
| Yards à la passe                       | 228                                                  | 440                                                   |
| Passes : Réussies-Tentées-Interceptées | 25/46 passes complétées, 1 interception              | 32/44 passes complétées, 3 interceptions              |
| Réussite en zone rouge/chances         | 3/3                                                  | 6/6                                                   |
| TD                                     | 4                                                    | 8                                                     |
| Field Goals                            | 0/0                                                  | 0/0                                                   |
| Sacks (Nombre-Yards)                   | 3 pour 13 yards adverses perdus                      | 3 pour 20 yards adverses perdus                       |
| Fumbles (Nombre/Perdus)                | 2/1                                                  | 1/0                                                   |
| Pénalités (Nombre/Yards perdus)        | 3 pour 35 yards perdus                               | 4 pour 30 yards perdus                                |
| Temps de possession                    | 25:53                                                | 34:07                                                 |

| Quarterbacks        |                |                                                                           |
| TEMP                | Anthony Russo  | 25/46 passes complétées, 228 yards, 1 TD, 1 interception, 3 sacks subis   |
| DUKE                | Daniel Jones   | 30/41 passes complétées, 423 yards, 2 interceptions, 5 TDs, 3 sacks subis |
| Meilleurs coureurs  |                |                                                                           |
| TEMP                | Jager Gardner  | 7 courses pour 34 yards nets gagnés, 0 TD, moyenne de 4,9 yards/course    |
| DUKE                | Deon Jackson   | 10 courses pour 41 yards nets gagnés, 0 TD, moyenne de 4,1 yards/course   |
| Meilleurs receveurs |                |                                                                           |
| TEMP                | Brodrick Yancy | 5 réceptions pour 57 yards gagnés, 1 TD                                   |
| DUKE                | T. J. Rahming  | 12 réceptions pour 240 yards gagnés, 2 TDs                                |
| Meilleurs tacleurs  |                |                                                                           |
| TEMP                | Roche Quincy   | 8 tacles dont 6 en solo, 2 sacks, 2 TFL                                   |
| DUKE                | Neal Damani    | 8 tacles dont 7 en solo, 1 sack, 1 TFL                                    |